# Bragging Rights
Bragging Rights è stato un evento in pay-per-view di wrestling organizzato annualmente dalla World Wrestling Entertainment tra il 2009 e il 2010.
Nel 2011 il pay-per-view è stato rimosso dal calendario e sostituito da Vengeance.

## Caratteristiche
La particolarità dell'evento era quella di proporre un 7-on-7 Tag Team Elimination match tra i wrestler di Raw e quelli di SmackDown.

## Edizioni
| Edizione        | Data            | Città       | Sede          | Roster vincitore | Main event                   |
| --------------- | --------------- | ----------- | ------------- | ---------------- | ---------------------------- |
| 2009 (Dettagli) | 25 ottobre 2009 | Pittsburgh  | Mellon Arena  | SmackDown        | John Cena vs. Randy Orton    |
| 2010 (Dettagli) | 24 ottobre 2010 | Minneapolis | Target Center | SmackDown        | Randy Orton vs. Wade Barrett |